# SP u hokeju na ledu elitne divizije 2017.
Svjetsko prvenstvo u hokeju na ledu 2017. je 81. Svjetsko prvenstvo u hokeju na ledu, koje se održalo u Francuskoj i Njemačkoj, a igralo se od 5. od 21. svibnja. Konačna odluka o domaćinu donesena je 17. svibnja 2013.
Turnir se sastojao od sveukupno 64 utakmica: 56 u fazi po skupinama, 4 play-off utakmice za četvrtfinale, 4 utakmice četvrtfinala, 2 utakmice polufinala, te utakmice za broncu i finalna utakmica.

## Izbor za domaćina
| Kandidati           | Glasovi | Napomene |
| Kandidati           | 1. krug | Napomene |
| ------------------- | ------- | --- |
| Francuska/ Njemačka | 63      | Francuska je bila domaćin Z 1924., SP 1930., SP 1951., Z 1968. a Njemačka je bila domaćin SP 1930., Z 1936., SP 1955., SP 1975., SP 1983., SP 1993., SP 2001., SP 2010. |
| Latvija / Danska    | 45      | Latvija je bila domaćin SP 2006. |

## Gradovi-domaćini i stadioni
| Köln           | Pariz             |
| -------------- | ----------------- |
| Lanxess Arena  | AccorHotels Arena |
| Mjesta: 18.500 | Mjesta: 15.000    |
| Lanxess Arena  |                   |

## Natjecanje po skupinama
Objašnjenje kratica kod tablica u skupinama:
- Momčad = naziv reprezentacije
- Uta. = broj odigranih utakmica u skupini
- Pob. = broj pobjeda
- Pobpr. = broj pobjeda u produžetku
- Por. = broj poraza
- Porpr. = broj poraza u produžetku
- Po. = broj postignutih pogodaka
- Pr. = broj primljenih pogodaka
- Gr. = gol-razlika
- Bod = broj bodova

Objašnjenje boja u tablici skupina:
██ Momčad ispala u Diviziju IA.
██ Momčad se plasirala u daljnji tijek natjecanja.

### Skupina A
| Momčad   | Uta. | Pob. | Pobpr. | Porpr. | Por. | Po. | Pr. | Gr. | Bod. |
| -------- | ---- | ---- | ------ | ------ | ---- | --- | --- | --- | ---- |
| SAD      | 7    | 6    | 0      | 0      | 1    | 31  | 14  | +17 | 18   |
| Rusija   | 7    | 5    | 1      | 0      | 1    | 35  | 10  | +25 | 17   |
| Švedska  | 7    | 5    | 0      | 1      | 1    | 29  | 13  | +16 | 16   |
| Njemačka | 7    | 2    | 2      | 1      | 2    | 20  | 23  | -3  | 11   |
| Latvija  | 7    | 3    | 0      | 1      | 3    | 14  | 18  | -4  | 10   |
| Danska   | 7    | 1    | 2      | 0      | 4    | 13  | 22  | -9  | 7    |
| Slovačka | 7    | 0    | 1      | 2      | 4    | 12  | 28  | -16 | 4    |
| Italija  | 7    | 0    | 0      | 1      | 6    | 6   | 32  | -26 | 1    |

| 5. svibnja 2017. 16:15 | Švedska | 1:2 (KU) (1:0, 0:0, 0:1, 0:0, 0:1) | Rusija | Köln Posjećenost: 18,357 |

| Izvještaj utakmice | Izvještaj utakmice | Izvještaj utakmice | Izvještaj utakmice | Izvještaj utakmice |
| ------------------ | ------------------ | ------------------ | ------------------ | ------------------ |
|                    |                    |                    |                    |                    |
|                    |                    |                    |                    |                    |
|                    |                    |                    |                    |                    |
|                    |                    |                    |                    |                    |

| 5. svibnja 2017. 20:15 | SAD | 1:2 (0:1, 0:0, 1:1) | Njemačka | Köln Posjećenost: 18,688 |

| Izvještaj utakmice | Izvještaj utakmice | Izvještaj utakmice | Izvještaj utakmice | Izvještaj utakmice |
| ------------------ | ------------------ | ------------------ | ------------------ | ------------------ |
|                    |                    |                    |                    |                    |
|                    |                    |                    |                    |                    |
|                    |                    |                    |                    |                    |
|                    |                    |                    |                    |                    |

| 6. svibnja 2017. 12:15 | Latvija | 3:0 (0:0, 1:0, 2:0) | Danska | Köln Posjećenost: 13,453 |

| Izvještaj utakmice | Izvještaj utakmice | Izvještaj utakmice | Izvještaj utakmice | Izvještaj utakmice |
| ------------------ | ------------------ | ------------------ | ------------------ | ------------------ |
|                    |                    |                    |                    |                    |
|                    |                    |                    |                    |                    |
|                    |                    |                    |                    |                    |
|                    |                    |                    |                    |                    |

| 6. svibnja 2017. 16:15 | Slovačka | 3:2 (KU) (1:0, 0:1, 1:1, 1:0) | Italija | Köln Posjećenost: 12,229 |

| Izvještaj utakmice | Izvještaj utakmice | Izvještaj utakmice | Izvještaj utakmice | Izvještaj utakmice |
| ------------------ | ------------------ | ------------------ | ------------------ | ------------------ |
|                    |                    |                    |                    |                    |
|                    |                    |                    |                    |                    |
|                    |                    |                    |                    |                    |
|                    |                    |                    |                    |                    |

| 6. svibnja 2017. 20:15 | Švedska | 7:2 (1:1, 3:1, 3:0) | Njemačka | Köln Posjećenost: 18,673 |

| Izvještaj utakmice | Izvještaj utakmice | Izvještaj utakmice | Izvještaj utakmice | Izvještaj utakmice |
| ------------------ | ------------------ | ------------------ | ------------------ | ------------------ |
|                    |                    |                    |                    |                    |
|                    |                    |                    |                    |                    |
|                    |                    |                    |                    |                    |
|                    |                    |                    |                    |                    |

| 7. svibnja 2017. 12:15 | Rusija | 10:1 (2:0, 3:1, 5:0) | Italija | Köln Posjećenost: 10,893 |

| Izvještaj utakmice | Izvještaj utakmice | Izvještaj utakmice | Izvještaj utakmice | Izvještaj utakmice |
| ------------------ | ------------------ | ------------------ | ------------------ | ------------------ |
|                    |                    |                    |                    |                    |
|                    |                    |                    |                    |                    |
|                    |                    |                    |                    |                    |
|                    |                    |                    |                    |                    |

| 7. svibnja 2017. 16:15 | SAD | 7:2 (3:1, 3:1, 1:0) | Danska | Köln Posjećenost: 8,764 |

| Izvještaj utakmice | Izvještaj utakmice | Izvještaj utakmice | Izvještaj utakmice | Izvještaj utakmice |
| ------------------ | ------------------ | ------------------ | ------------------ | ------------------ |
|                    |                    |                    |                    |                    |
|                    |                    |                    |                    |                    |
|                    |                    |                    |                    |                    |
|                    |                    |                    |                    |                    |

| 7. svibnja 2017. 20:15 | Latvija | 3:1 (1:0, 1:0, 1:1) | Slovačka | Köln Posjećenost: 8,149 |

| Izvještaj utakmice | Izvještaj utakmice | Izvještaj utakmice | Izvještaj utakmice | Izvještaj utakmice |
| ------------------ | ------------------ | ------------------ | ------------------ | ------------------ |
|                    |                    |                    |                    |                    |
|                    |                    |                    |                    |                    |
|                    |                    |                    |                    |                    |
|                    |                    |                    |                    |                    |

| 8. svibnja 2017. 16:15 | Njemačka | 3:6 (0:3, 0:2, 3:1) | Rusija | Köln Posjećenost: 18,734 |

| Izvještaj utakmice | Izvještaj utakmice | Izvještaj utakmice | Izvještaj utakmice | Izvještaj utakmice |
| ------------------ | ------------------ | ------------------ | ------------------ | ------------------ |
|                    |                    |                    |                    |                    |
|                    |                    |                    |                    |                    |
|                    |                    |                    |                    |                    |
|                    |                    |                    |                    |                    |

| 8. svibnja 2017. 20:15 | Švedska | 3:4 (3:2, 0:1, 0:1) | SAD | Köln Posjećenost: 18,398 |

| Izvještaj utakmice | Izvještaj utakmice | Izvještaj utakmice | Izvještaj utakmice | Izvještaj utakmice |
| ------------------ | ------------------ | ------------------ | ------------------ | ------------------ |
|                    |                    |                    |                    |                    |
|                    |                    |                    |                    |                    |
|                    |                    |                    |                    |                    |
|                    |                    |                    |                    |                    |

| 9. svibnja 2017. 16:15 | Italija | 1:2 (1:1, 0:0, 0:1) | Latvija | Köln Posjećenost: 6,332 |

| Izvještaj utakmice | Izvještaj utakmice | Izvještaj utakmice | Izvještaj utakmice | Izvještaj utakmice |
| ------------------ | ------------------ | ------------------ | ------------------ | ------------------ |
|                    |                    |                    |                    |                    |
|                    |                    |                    |                    |                    |
|                    |                    |                    |                    |                    |
|                    |                    |                    |                    |                    |

| 9. svibnja 2017. 20:15 | Slovačka | 3:4 (KU) (0:1, 0:2, 3:0, 0:0, 0:1) | Danska | Köln Posjećenost: 4,454 |

| Izvještaj utakmice | Izvještaj utakmice | Izvještaj utakmice | Izvještaj utakmice | Izvještaj utakmice |
| ------------------ | ------------------ | ------------------ | ------------------ | ------------------ |
|                    |                    |                    |                    |                    |
|                    |                    |                    |                    |                    |
|                    |                    |                    |                    |                    |
|                    |                    |                    |                    |                    |

| 10. svibnja 2017. 16:15 | SAD | 3:0 (1:0, 2:0, 0:0) | Italija | Köln Posjećenost: 7,168 |

| Izvještaj utakmice | Izvještaj utakmice | Izvještaj utakmice | Izvještaj utakmice | Izvještaj utakmice |
| ------------------ | ------------------ | ------------------ | ------------------ | ------------------ |
|                    |                    |                    |                    |                    |
|                    |                    |                    |                    |                    |
|                    |                    |                    |                    |                    |
|                    |                    |                    |                    |                    |

| 10. svibnja 2017. 20:15 | Slovačka | 2:3 (1:0, 1:2, 0:0, 0:0, 0:1)) | Njemačka | Köln Posjećenost: 17,647 |

| Izvještaj utakmice | Izvještaj utakmice | Izvještaj utakmice | Izvještaj utakmice | Izvještaj utakmice |
| ------------------ | ------------------ | ------------------ | ------------------ | ------------------ |
|                    |                    |                    |                    |                    |
|                    |                    |                    |                    |                    |
|                    |                    |                    |                    |                    |
|                    |                    |                    |                    |                    |

| 11. svibnja 2017. 16:15 | Rusija | 3:0 (0:0, 3:0, 0:0) | Danska | Köln Posjećenost: 6,932 |

| Izvještaj utakmice | Izvještaj utakmice | Izvještaj utakmice | Izvještaj utakmice | Izvještaj utakmice |
| ------------------ | ------------------ | ------------------ | ------------------ | ------------------ |
|                    |                    |                    |                    |                    |
|                    |                    |                    |                    |                    |
|                    |                    |                    |                    |                    |
|                    |                    |                    |                    |                    |

| 11. svibnja 2017. 20:15 | Latvija | 0:2 (0:1, 0:0, 0:1) | Švedska | Köln Posjećenost: 8,276 |

| Izvještaj utakmice | Izvještaj utakmice | Izvještaj utakmice | Izvještaj utakmice | Izvještaj utakmice |
| ------------------ | ------------------ | ------------------ | ------------------ | ------------------ |
|                    |                    |                    |                    |                    |
|                    |                    |                    |                    |                    |
|                    |                    |                    |                    |                    |
|                    |                    |                    |                    |                    |

| 12. svibnja 2017. 16:15 | Švedska | 8:1 (2:0, 1:1, 5:0) | Italija | Köln Posjećenost: 10,878 |

| Izvještaj utakmice | Izvještaj utakmice | Izvještaj utakmice | Izvještaj utakmice | Izvještaj utakmice |
| ------------------ | ------------------ | ------------------ | ------------------ | ------------------ |
|                    |                    |                    |                    |                    |
|                    |                    |                    |                    |                    |
|                    |                    |                    |                    |                    |
|                    |                    |                    |                    |                    |

| 12. svibnja 2017. 20:15 | Njemačka | 2:3 (PR) (2:2, 0:0, 0:0, 0:1) | Danska | Köln Posjećenost: 18,629 |

| Izvještaj utakmice | Izvještaj utakmice | Izvještaj utakmice | Izvještaj utakmice | Izvještaj utakmice |
| ------------------ | ------------------ | ------------------ | ------------------ | ------------------ |
|                    |                    |                    |                    |                    |
|                    |                    |                    |                    |                    |
|                    |                    |                    |                    |                    |
|                    |                    |                    |                    |                    |

| 13. svibnja 2017. 12:15 | Latvija | 3:5 (1:0, 2:3, 0:2) | SAD | Köln Posjećenost: 17,936 |

| Izvještaj utakmice | Izvještaj utakmice | Izvještaj utakmice | Izvještaj utakmice | Izvještaj utakmice |
| ------------------ | ------------------ | ------------------ | ------------------ | ------------------ |
|                    |                    |                    |                    |                    |
|                    |                    |                    |                    |                    |
|                    |                    |                    |                    |                    |
|                    |                    |                    |                    |                    |

| 13. svibnja 2017. 16:15 | Rusija | 6:0 (3:0, 2:0, 1:0) | Slovačka | Köln Posjećenost: 18,591 |

| Izvještaj utakmice | Izvještaj utakmice | Izvještaj utakmice | Izvještaj utakmice | Izvještaj utakmice |
| ------------------ | ------------------ | ------------------ | ------------------ | ------------------ |
|                    |                    |                    |                    |                    |
|                    |                    |                    |                    |                    |
|                    |                    |                    |                    |                    |
|                    |                    |                    |                    |                    |

| 13. svibnja 2017. 20:15 | Italija | 1:4 (1:2, 0:2, 0:0) | Njemačka | Köln Posjećenost: 18,712 |

| Izvještaj utakmice | Izvještaj utakmice | Izvještaj utakmice | Izvještaj utakmice | Izvještaj utakmice |
| ------------------ | ------------------ | ------------------ | ------------------ | ------------------ |
|                    |                    |                    |                    |                    |
|                    |                    |                    |                    |                    |
|                    |                    |                    |                    |                    |
|                    |                    |                    |                    |                    |

| 14. svibnja 2017. 16:15 | SAD | 6:1 (1:0, 3:1, 2:0) | Slovačka | Köln Posjećenost: 13,267 |

| Izvještaj utakmice | Izvještaj utakmice | Izvještaj utakmice | Izvještaj utakmice | Izvještaj utakmice |
| ------------------ | ------------------ | ------------------ | ------------------ | ------------------ |
|                    |                    |                    |                    |                    |
|                    |                    |                    |                    |                    |
|                    |                    |                    |                    |                    |
|                    |                    |                    |                    |                    |

| 14. svibnja 2017. 20:15 | Švedska | 4:2 (1:0, 2:0, 1:2) | Danska | Köln Posjećenost: 10,314 |

| Izvještaj utakmice | Izvještaj utakmice | Izvještaj utakmice | Izvještaj utakmice | Izvještaj utakmice |
| ------------------ | ------------------ | ------------------ | ------------------ | ------------------ |
|                    |                    |                    |                    |                    |
|                    |                    |                    |                    |                    |
|                    |                    |                    |                    |                    |
|                    |                    |                    |                    |                    |

| 15. svibnja 2017. 16:15 | Danska | 2:0 (0:0, 0:0, 2:0) | Italija | Köln Posjećenost: 5,653 |

| Izvještaj utakmice | Izvještaj utakmice | Izvještaj utakmice | Izvještaj utakmice | Izvještaj utakmice |
| ------------------ | ------------------ | ------------------ | ------------------ | ------------------ |
|                    |                    |                    |                    |                    |
|                    |                    |                    |                    |                    |
|                    |                    |                    |                    |                    |
|                    |                    |                    |                    |                    |

| 15. svibnja 2017. 20:15 | Rusija | 5:0 (2:0, 2:0, 1:0) | Latvija | Köln Posjećenost: 16,439 |

| Izvještaj utakmice | Izvještaj utakmice | Izvještaj utakmice | Izvještaj utakmice | Izvještaj utakmice |
| ------------------ | ------------------ | ------------------ | ------------------ | ------------------ |
|                    |                    |                    |                    |                    |
|                    |                    |                    |                    |                    |
|                    |                    |                    |                    |                    |
|                    |                    |                    |                    |                    |

| 16. svibnja 2017. 12:15 | Švedska | 4:2 (2:0, 1:1, 1:1) | Slovačka | Köln Posjećenost: 10,259 |

| Izvještaj utakmice | Izvještaj utakmice | Izvještaj utakmice | Izvještaj utakmice | Izvještaj utakmice |
| ------------------ | ------------------ | ------------------ | ------------------ | ------------------ |
|                    |                    |                    |                    |                    |
|                    |                    |                    |                    |                    |
|                    |                    |                    |                    |                    |
|                    |                    |                    |                    |                    |

| 16. svibnja 2017. 16:15 | Rusija | 3:5 (1:0, 2:3, 0:2) | SAD | Köln Posjećenost: 18,756 |

| Izvještaj utakmice | Izvještaj utakmice | Izvještaj utakmice | Izvještaj utakmice | Izvještaj utakmice |
| ------------------ | ------------------ | ------------------ | ------------------ | ------------------ |
|                    |                    |                    |                    |                    |
|                    |                    |                    |                    |                    |
|                    |                    |                    |                    |                    |
|                    |                    |                    |                    |                    |

| 16. svibnja 2017. 20:15 | Njemačka | 4:3 (KU) (0:0, 2:1, 1:2, 0:0, 1:0) | Latvija | Köln Posjećenost: 18,797 |

| Izvještaj utakmice | Izvještaj utakmice | Izvještaj utakmice | Izvještaj utakmice | Izvještaj utakmice |
| ------------------ | ------------------ | ------------------ | ------------------ | ------------------ |
|                    |                    |                    |                    |                    |
|                    |                    |                    |                    |                    |
|                    |                    |                    |                    |                    |
|                    |                    |                    |                    |                    |

### Skupina B
| Momčad      | Uta. | Pob. | Pobpr. | Porpr. | Por. | Po. | Pr. | Gr. | Bod. |
| ----------- | ---- | ---- | ------ | ------ | ---- | --- | --- | --- | ---- |
| Kanada      | 7    | 6    | 0      | 1      | 0    | 32  | 10  | +22 | 19   |
| Švicarska   | 7    | 3    | 2      | 2      | 0    | 22  | 14  | +8  | 15   |
| Češka       | 7    | 3    | 2      | 0      | 2    | 23  | 14  | +9  | 13   |
| Finska      | 7    | 2    | 2      | 1      | 2    | 20  | 22  | -2  | 11   |
| Francuska   | 7    | 2    | 2      | 0      | 3    | 23  | 19  | +4  | 10   |
| Norveška    | 7    | 2    | 0      | 2      | 3    | 13  | 19  | -6  | 8    |
| Bjelorusija | 7    | 2    | 0      | 1      | 4    | 15  | 27  | -12 | 7    |
| Slovenija   | 7    | 0    | 0      | 1      | 6    | 13  | 36  | -23 | 1    |

| 5. svibnja 2017. 16:15 | Finska | 3:2 (2:0, 0:1, 1:1) | Bjelorusija | Pariz Posjećenost: 5,078 |

| Izvještaj utakmice | Izvještaj utakmice | Izvještaj utakmice | Izvještaj utakmice | Izvještaj utakmice |
| ------------------ | ------------------ | ------------------ | ------------------ | ------------------ |
|                    |                    |                    |                    |                    |
|                    |                    |                    |                    |                    |
|                    |                    |                    |                    |                    |
|                    |                    |                    |                    |                    |

| 5. svibnja 2017. 20:15 | Češka | 1:4 (0:1, 0:1, 1:2) | Kanada | Pariz Posjećenost: 8,834 |

| Izvještaj utakmice | Izvještaj utakmice | Izvještaj utakmice | Izvještaj utakmice | Izvještaj utakmice |
| ------------------ | ------------------ | ------------------ | ------------------ | ------------------ |
|                    |                    |                    |                    |                    |
|                    |                    |                    |                    |                    |
|                    |                    |                    |                    |                    |
|                    |                    |                    |                    |                    |

| 6. svibnja 2017. 12:15 | Švicarska | 5:4 (KU) (4:0, 0:1, 0:3, 0:0, 1:0) | Slovenija | Pariz Posjećenost: 4,922 |

| Izvještaj utakmice | Izvještaj utakmice | Izvještaj utakmice | Izvještaj utakmice | Izvještaj utakmice |
| ------------------ | ------------------ | ------------------ | ------------------ | ------------------ |
|                    |                    |                    |                    |                    |
|                    |                    |                    |                    |                    |
|                    |                    |                    |                    |                    |
|                    |                    |                    |                    |                    |

| 6. svibnja 2017. 16:15 | Češka | 6:1 (2:0, 1:1, 3:0) | Bjelorusija | Pariz Posjećenost: 6,635 |

| Izvještaj utakmice | Izvještaj utakmice | Izvještaj utakmice | Izvještaj utakmice | Izvještaj utakmice |
| ------------------ | ------------------ | ------------------ | ------------------ | ------------------ |
|                    |                    |                    |                    |                    |
|                    |                    |                    |                    |                    |
|                    |                    |                    |                    |                    |
|                    |                    |                    |                    |                    |

| 6. svibnja 2017. 20:15 | Francuska | 2:3 (0:0, 1:2, 1:1) | Norveška | Pariz Posjećenost: 7,893 |

| Izvještaj utakmice | Izvještaj utakmice | Izvještaj utakmice | Izvještaj utakmice | Izvještaj utakmice |
| ------------------ | ------------------ | ------------------ | ------------------ | ------------------ |
|                    |                    |                    |                    |                    |
|                    |                    |                    |                    |                    |
|                    |                    |                    |                    |                    |
|                    |                    |                    |                    |                    |

| 7. svibnja 2017. 12:15 | Slovenija | 2:7 (0:3, 1:3, 1:1) | Kanada | Pariz Posjećenost: 9,128 |

| Izvještaj utakmice | Izvještaj utakmice | Izvještaj utakmice | Izvještaj utakmice | Izvještaj utakmice |
| ------------------ | ------------------ | ------------------ | ------------------ | ------------------ |
|                    |                    |                    |                    |                    |
|                    |                    |                    |                    |                    |
|                    |                    |                    |                    |                    |
|                    |                    |                    |                    |                    |

| 7. svibnja 2017. 16:15 | Finska | 1:5 (0:1, 1:2, 0:2) | Francuska | Pariz Posjećenost: 11,433 |

| Izvještaj utakmice | Izvještaj utakmice | Izvještaj utakmice | Izvještaj utakmice | Izvještaj utakmice |
| ------------------ | ------------------ | ------------------ | ------------------ | ------------------ |
|                    |                    |                    |                    |                    |
|                    |                    |                    |                    |                    |
|                    |                    |                    |                    |                    |
|                    |                    |                    |                    |                    |

| 7. svibnja 2017. 20:15 | Norveška | 0:3 (0:0, 0:2, 0:1) | Švicarska | Pariz Posjećenost: 7,782 |

| Izvještaj utakmice | Izvještaj utakmice | Izvještaj utakmice | Izvještaj utakmice | Izvještaj utakmice |
| ------------------ | ------------------ | ------------------ | ------------------ | ------------------ |
|                    |                    |                    |                    |                    |
|                    |                    |                    |                    |                    |
|                    |                    |                    |                    |                    |
|                    |                    |                    |                    |                    |

| 8. svibnja 2017. 16:15 | Kanada | 6:0 (1:0, 2:0, 3:0) | Bjelorusija | Pariz Posjećenost: 4,363 |

| Izvještaj utakmice | Izvještaj utakmice | Izvještaj utakmice | Izvještaj utakmice | Izvještaj utakmice |
| ------------------ | ------------------ | ------------------ | ------------------ | ------------------ |
|                    |                    |                    |                    |                    |
|                    |                    |                    |                    |                    |
|                    |                    |                    |                    |                    |
|                    |                    |                    |                    |                    |

| 8. svibnja 2017. 20:15 | Češka | 4:3 (0:3, 0:0, 3:0, 0:0, 1:0) | Finska | Pariz Posjećenost: 8,112 |

| Izvještaj utakmice | Izvještaj utakmice | Izvještaj utakmice | Izvještaj utakmice | Izvještaj utakmice |
| ------------------ | ------------------ | ------------------ | ------------------ | ------------------ |
|                    |                    |                    |                    |                    |
|                    |                    |                    |                    |                    |
|                    |                    |                    |                    |                    |
|                    |                    |                    |                    |                    |

| 9. svibnja 2017. 16:15 | Slovenija | 1:5 (0:3, 1:1, 0:1) | Norveška | Pariz Posjećenost: 2,696 |

| Izvještaj utakmice | Izvještaj utakmice | Izvještaj utakmice | Izvještaj utakmice | Izvještaj utakmice |
| ------------------ | ------------------ | ------------------ | ------------------ | ------------------ |
|                    |                    |                    |                    |                    |
|                    |                    |                    |                    |                    |
|                    |                    |                    |                    |                    |
|                    |                    |                    |                    |                    |

| 9. svibnja 2017. 20:15 | Švicarska | 3:4 (0:1, 2:0, 1:2, 0:0, 0:1) | Francuska | Pariz Posjećenost: 6,747 |

| Izvještaj utakmice | Izvještaj utakmice | Izvještaj utakmice | Izvještaj utakmice | Izvještaj utakmice |
| ------------------ | ------------------ | ------------------ | ------------------ | ------------------ |
|                    |                    |                    |                    |                    |
|                    |                    |                    |                    |                    |
|                    |                    |                    |                    |                    |
|                    |                    |                    |                    |                    |

| 10. svibnja 2017. 16:15 | Bjelorusija | 0:3 (0:1, 0:1, 0:1) | Švicarska | Pariz Posjećenost: 3,212 |

| Izvještaj utakmice | Izvještaj utakmice | Izvještaj utakmice | Izvještaj utakmice | Izvještaj utakmice |
| ------------------ | ------------------ | ------------------ | ------------------ | ------------------ |
|                    |                    |                    |                    |                    |
|                    |                    |                    |                    |                    |
|                    |                    |                    |                    |                    |
|                    |                    |                    |                    |                    |

| 10. svibnja 2017. 20:15 | Finska | 5:2 (0:1, 2:0, 3:1) | Slovenija | Pariz Posjećenost: 3,436 |

| Izvještaj utakmice | Izvještaj utakmice | Izvještaj utakmice | Izvještaj utakmice | Izvještaj utakmice |
| ------------------ | ------------------ | ------------------ | ------------------ | ------------------ |
|                    |                    |                    |                    |                    |
|                    |                    |                    |                    |                    |
|                    |                    |                    |                    |                    |
|                    |                    |                    |                    |                    |

| 11. svibnja 2017. 16:15 | Češka | 1:0 (PR) (0:0, 0:0, 0:0, 1:0) | Norveška | Pariz Posjećenost: 6,381 |

| Izvještaj utakmice | Izvještaj utakmice | Izvještaj utakmice | Izvještaj utakmice | Izvještaj utakmice |
| ------------------ | ------------------ | ------------------ | ------------------ | ------------------ |
|                    |                    |                    |                    |                    |
|                    |                    |                    |                    |                    |
|                    |                    |                    |                    |                    |
|                    |                    |                    |                    |                    |

| 11. svibnja 2017. 20:15 | Kanada | 3:2 (1:1, 1:1, 1:0) | Francuska | Pariz Posjećenost: 14,510 |

| Izvještaj utakmice | Izvještaj utakmice | Izvještaj utakmice | Izvještaj utakmice | Izvještaj utakmice |
| ------------------ | ------------------ | ------------------ | ------------------ | ------------------ |
|                    |                    |                    |                    |                    |
|                    |                    |                    |                    |                    |
|                    |                    |                    |                    |                    |
|                    |                    |                    |                    |                    |

| 12. svibnja 2017. 16:15 | Češka | 5:1 (3:0, 1:0, 1:1) | Slovenija | Pariz Posjećenost: 2,805 |

| Izvještaj utakmice | Izvještaj utakmice | Izvještaj utakmice | Izvještaj utakmice | Izvještaj utakmice |
| ------------------ | ------------------ | ------------------ | ------------------ | ------------------ |
|                    |                    |                    |                    |                    |
|                    |                    |                    |                    |                    |
|                    |                    |                    |                    |                    |
|                    |                    |                    |                    |                    |

| 12. svibnja 2017. 20:15 | Francuska | 4:3 (KU) (1:0, 1:2, 1:1, 0:0, 2:1) | Bjelorusija | Pariz Posjećenost: 6,802 |

| Izvještaj utakmice | Izvještaj utakmice | Izvještaj utakmice | Izvještaj utakmice | Izvještaj utakmice |
| ------------------ | ------------------ | ------------------ | ------------------ | ------------------ |
|                    |                    |                    |                    |                    |
|                    |                    |                    |                    |                    |
|                    |                    |                    |                    |                    |
|                    |                    |                    |                    |                    |

| 13. svibnja 2017. 12:15 | Norveška | 2:3 (PR) (1:0, 0:2, 1:0, 0:1) | Finska | Pariz Posjećenost: 8,108 |

| Izvještaj utakmice | Izvještaj utakmice | Izvještaj utakmice | Izvještaj utakmice | Izvještaj utakmice |
| ------------------ | ------------------ | ------------------ | ------------------ | ------------------ |
|                    |                    |                    |                    |                    |
|                    |                    |                    |                    |                    |
|                    |                    |                    |                    |                    |
|                    |                    |                    |                    |                    |

| 13. svibnja 2017. 16:15 | Slovenija | 2:5 (2:1, 0:4, 0:0) | Bjelorusija | Pariz Posjećenost: 7,158 |

| Izvještaj utakmice | Izvještaj utakmice | Izvještaj utakmice | Izvještaj utakmice | Izvještaj utakmice |
| ------------------ | ------------------ | ------------------ | ------------------ | ------------------ |
|                    |                    |                    |                    |                    |
|                    |                    |                    |                    |                    |
|                    |                    |                    |                    |                    |
|                    |                    |                    |                    |                    |

| 13. svibnja 2017. 20:15 | Kanada | 2:3 (2:0, 0:0, 0:2, 0:1) | Švicarska | Pariz Posjećenost: 12,932 |

| Izvještaj utakmice | Izvještaj utakmice | Izvještaj utakmice | Izvještaj utakmice | Izvještaj utakmice |
| ------------------ | ------------------ | ------------------ | ------------------ | ------------------ |
|                    |                    |                    |                    |                    |
|                    |                    |                    |                    |                    |
|                    |                    |                    |                    |                    |
|                    |                    |                    |                    |                    |

| 14. svibnja 2017. 16:15 | Češka | 5:2 (1:0, 2:1, 2:1) | Francuska | Pariz Posjećenost: 13,003 |

| Izvještaj utakmice | Izvještaj utakmice | Izvještaj utakmice | Izvještaj utakmice | Izvještaj utakmice |
| ------------------ | ------------------ | ------------------ | ------------------ | ------------------ |
|                    |                    |                    |                    |                    |
|                    |                    |                    |                    |                    |
|                    |                    |                    |                    |                    |
|                    |                    |                    |                    |                    |

| 14. svibnja 2017. 20:15 | Finska | 3:2 (PR) (1:2, 0:0, 1:0, 1:0) | Švicarska | Pariz Posjećenost: 10,860 |

| Izvještaj utakmice | Izvještaj utakmice | Izvještaj utakmice | Izvještaj utakmice | Izvještaj utakmice |
| ------------------ | ------------------ | ------------------ | ------------------ | ------------------ |
|                    |                    |                    |                    |                    |
|                    |                    |                    |                    |                    |
|                    |                    |                    |                    |                    |
|                    |                    |                    |                    |                    |

| 15. svibnja 2017. 16:15 | Kanada | 5:0 (2:0, 2:0, 1:0) | Norveška | Pariz Posjećenost: 5,093 |

| Izvještaj utakmice | Izvještaj utakmice | Izvještaj utakmice | Izvještaj utakmice | Izvještaj utakmice |
| ------------------ | ------------------ | ------------------ | ------------------ | ------------------ |
|                    |                    |                    |                    |                    |
|                    |                    |                    |                    |                    |
|                    |                    |                    |                    |                    |
|                    |                    |                    |                    |                    |

| 15. svibnja 2017. 20:15 | Francuska | 4:1 (0:0, 2:0, 2:1) | Slovenija | Pariz Posjećenost: 12,807 |

| Izvještaj utakmice | Izvještaj utakmice | Izvještaj utakmice | Izvještaj utakmice | Izvještaj utakmice |
| ------------------ | ------------------ | ------------------ | ------------------ | ------------------ |
|                    |                    |                    |                    |                    |
|                    |                    |                    |                    |                    |
|                    |                    |                    |                    |                    |
|                    |                    |                    |                    |                    |

| 16. svibnja 2017. 12:15 | Bjelorusija | 4:3 (0:0, 2:1, 2:2) | Norveška | Pariz Posjećenost: 3,867 |

| Izvještaj utakmice | Izvještaj utakmice | Izvještaj utakmice | Izvještaj utakmice | Izvještaj utakmice |
| ------------------ | ------------------ | ------------------ | ------------------ | ------------------ |
|                    |                    |                    |                    |                    |
|                    |                    |                    |                    |                    |
|                    |                    |                    |                    |                    |
|                    |                    |                    |                    |                    |

| 16. svibnja 2017. 16:15 | Češka | 1:3 (0:1, 1:1, 0:1) | Švicarska | Pariz Posjećenost: 4,531 |

| Izvještaj utakmice | Izvještaj utakmice | Izvještaj utakmice | Izvještaj utakmice | Izvještaj utakmice |
| ------------------ | ------------------ | ------------------ | ------------------ | ------------------ |
|                    |                    |                    |                    |                    |
|                    |                    |                    |                    |                    |
|                    |                    |                    |                    |                    |
|                    |                    |                    |                    |                    |

| 16. svibnja 2017. 20:15 | Kanada | 5:2 (3:1, 1:1, 1:0) | Finska | Pariz Posjećenost: 10,202 |

| Izvještaj utakmice | Izvještaj utakmice | Izvještaj utakmice | Izvještaj utakmice | Izvještaj utakmice |
| ------------------ | ------------------ | ------------------ | ------------------ | ------------------ |
|                    |                    |                    |                    |                    |
|                    |                    |                    |                    |                    |
|                    |                    |                    |                    |                    |
|                    |                    |                    |                    |                    |

## Drugi dio prvenstva

### Četvrtzavršnica
| 18. svibnja 2017. 16:15 | Finska | 2:0 (0:0, 1:0, 1:0) | SAD | Köln Posjećenost: 8,968 |

| Izvještaj utakmice | Izvještaj utakmice | Izvještaj utakmice | Izvještaj utakmice | Izvještaj utakmice |
| ------------------ | ------------------ | ------------------ | ------------------ | ------------------ |
|                    |                    |                    |                    |                    |
|                    |                    |                    |                    |                    |
|                    |                    |                    |                    |                    |
|                    |                    |                    |                    |                    |

| 18. svibnja 2017. 16:15 | Rusija | 3:0 (2:0, 0:0, 1:0) | Češka | Köln Posjećenost: 6,209 |

| Izvještaj utakmice | Izvještaj utakmice | Izvještaj utakmice | Izvještaj utakmice | Izvještaj utakmice |
| ------------------ | ------------------ | ------------------ | ------------------ | ------------------ |
|                    |                    |                    |                    |                    |
|                    |                    |                    |                    |                    |
|                    |                    |                    |                    |                    |
|                    |                    |                    |                    |                    |

| 18. svibnja 2017. 20:15 | Kanada | 2:1 (1:0, 1:0, 0:1) | Njemačka | Köln Posjećenost: 16,653 |

| Izvještaj utakmice | Izvještaj utakmice | Izvještaj utakmice | Izvještaj utakmice | Izvještaj utakmice |
| ------------------ | ------------------ | ------------------ | ------------------ | ------------------ |
|                    |                    |                    |                    |                    |
|                    |                    |                    |                    |                    |
|                    |                    |                    |                    |                    |
|                    |                    |                    |                    |                    |

| 18. svibnja 2017. 20:15 | Švedska | 3:1 (1:1, 1:0, 1:0) | Švicarska | Köln Posjećenost: 8,417 |

| Izvještaj utakmice | Izvještaj utakmice | Izvještaj utakmice | Izvještaj utakmice | Izvještaj utakmice |
| ------------------ | ------------------ | ------------------ | ------------------ | ------------------ |
|                    |                    |                    |                    |                    |
|                    |                    |                    |                    |                    |
|                    |                    |                    |                    |                    |
|                    |                    |                    |                    |                    |

### Poluzavršnica
| 20. svibnja 2017. 16:15 | Kanada | 4:2 (0:0, 0:2, 4:0) | Rusija | Köln Posjećenost: 16,469 |

| Izvještaj utakmice | Izvještaj utakmice | Izvještaj utakmice | Izvještaj utakmice | Izvještaj utakmice |
| ------------------ | ------------------ | ------------------ | ------------------ | ------------------ |
|                    |                    |                    |                    |                    |
|                    |                    |                    |                    |                    |
|                    |                    |                    |                    |                    |
|                    |                    |                    |                    |                    |

| 20. svibnja 2017. 16:15 | Švedska | 4:1 (1:1, 2:0, 1:0) | Finska | Köln Posjećenost: 11,242 |

| Izvještaj utakmice | Izvještaj utakmice | Izvještaj utakmice | Izvještaj utakmice | Izvještaj utakmice |
| ------------------ | ------------------ | ------------------ | ------------------ | ------------------ |
|                    |                    |                    |                    |                    |
|                    |                    |                    |                    |                    |
|                    |                    |                    |                    |                    |
|                    |                    |                    |                    |                    |

### Utakmica za brončanu medalju
| 21. svibnja 2017. 16:15 | Rusija | 5:3 (1:0, 3:1, 1:2) | Finska | Köln Posjećenost: 16,182 |

| Izvještaj utakmice | Izvještaj utakmice | Izvještaj utakmice | Izvještaj utakmice | Izvještaj utakmice |
| ------------------ | ------------------ | ------------------ | ------------------ | ------------------ |
|                    |                    |                    |                    |                    |
|                    |                    |                    |                    |                    |
|                    |                    |                    |                    |                    |
|                    |                    |                    |                    |                    |

### Finale
| 21. svibnja 2017. 16:15 | Švedska | 2:1 (0:0, 0:1, 1:0, 0:0, 2:0) | Kanada | Köln Posjećenost: 17,363 |

| Izvještaj utakmice | Izvještaj utakmice | Izvještaj utakmice | Izvještaj utakmice | Izvještaj utakmice |
| ------------------ | ------------------ | ------------------ | ------------------ | ------------------ |
|                    |                    |                    |                    |                    |
|                    |                    |                    |                    |                    |
|                    |                    |                    |                    |                    |
|                    |                    |                    |                    |                    |

## Plasman
|    | Švedska           |
|    | Kanada            |
|    | Rusija            |
| 4  | Finska            |
| 5  | Sjedinjene Države |
| 6  | Švicarska         |
| 7  | Češka             |
| 8  | Njemačka          |
| 9  | Francuska         |
| 10 | Latvija           |
| 11 | Norveška          |
| 12 | Danska            |
| 13 | Bjelorusija       |
| 14 | Slovačka          |
| 15 | Slovenija         |
| 16 | Italija           |

## Vanjske poveznice
- Službena stranica